# Raketni motor na trdno gorivo
Raketni motor na trdno gorivo je vrsta raketnega motorja, ki uporablja gorivo v trdnem agregatnem stanju. Gorivna zmes vsebuje gorivo in oksidator. Prve rakete, ki so jih izumili Kitajci so bile na trdno gorivo. V vojne namene so jih uporabljali Kitajci, Indijci, Mongoli in Arabci že v 13. stoletju. 
Vse rakete do 20. stoletja so bile na trdno gorivo, leta 1926 je Američan Robert H. Goddard izumil raketo na tekoče gorivo. Obstajajo tudi hibridne rakete, ki uporabljajo eno komponento trdno drugo pa tekočo oziroma plinasto. Slabost motorjev na trda goriva, da se jih ne da ustaviti in kontrolirati potiska, ustavijo se šele ko zmanjka goriva. Sicer se da s sestavo do neke mere vplivati na delovanje. Prednost je, da ni potreben zelo drag in kompliciran za izdelavo motor, ki ga uporabljajo rakete na tekoča goriva. Trdnogorivni motorji so manj komplicirani in so tudi zanesljivi, zato se jih uporablja za več namenov. 
Uporaba raketnih motorjev na trda goriva:
- modelarske rakete
- ognjemeti
- signalne rakete
- za pogon vodljivih in nevodljivih vojaških raket
- za pogon balističnih raket (ICBM)
- za pogon letal
- za asistiranje vzleta težkonaloženih letal oziroma vzletov iz kratkih stez
- za povečanje potiska nosilnih vesoljskih raket (npr. Delta II, Ariane 5)
- za povečanje potiska raket s človeško posadko npr. raketoplan Space Shuttle

Rakete na trdno gorivo so lahko v hrambi dalj časa in potem se lahko v zelo kratkem času izstrelijo. V tem pogledu so precej praktični kot tekočegorivni motorji. Rusi so imeli veliko težav z balističnimi raketami na tekoče gorivo, zahtevali so vzdrževanje in so bili tudi varnostni problem na podmornicah.
Trdnogorivni motorji imajo nižji specifični impulz v primerjavi s tekočimi, zato se jih večinoma ne uporablja za glavne stopnje. Se pa uporabljajo kot dodatni potisniki "boosterji", ki se po približno dveh minutah odcepijo. Nekatere rakete, npr. Pegasus uporabljajo vse tri stopnje na trdno gorivo.
Specifični impulz trdnogorivnega motorja na raketi Titan IV je 285,6 sekund, manj kot 340 na tekočegorivnem motorju na kerozin in tekoči kisik in precej manj kot motor na tekoči vodik in kisik (452,3 sekund).

## Delovanje
Preprost motor na trda goriva ima ohišje, De Laval šobo, gorivo (v obliki zrnja) in vžigalni sistem.
Gorivo v obliki zrnja deluje kot trdna masa, gori kontrolirano in proizvaja visokohitrostne izpušne pline. Dimenzije so preračunane za pravilne parametre delovanja. Z različnimi oblikami centralnega kanala v trdem gorivu se doseže različen časovni profil potisne sile.
Ko se jih enkrat vžge, jih ni mogoče izklopiti. Bolj sofisticirani motorji imajo možnost kontroliranja potiska in se jih lahko tudi izklopi. Možno jih je tudi na novo zagnati. Obstajajo tudi pulzni motorji, ki gorijo v segmentih, ki se jih vžge na ukaz.
Moderni motorji imajo gibljivo šobo za usmerjanje, avioniko, eksplozivni naboj za samouničenje v primeru nevarnosti, pomožno pogonjsko enoto APU, krmilno tehniko in padalo za mehek pristanek, da se lahko ohišje motorja ponovno uporabi.